# 埃松 (卡尔瓦多斯省)
埃松（法語：Esson，法語發音：[ɛsɔ̃] ⓘ）是法国卡尔瓦多斯省的一个市镇，属于卡昂区。

## 地理
埃松（48°57'51"N, 0°27'17"W）面积8.86 平方千米，位于法国诺曼底大区卡爾瓦多斯省，该省份为法国西北部沿海省份，北濒大西洋英吉利海峡，东北与滨海塞纳省以海上边界相接，东临厄尔省，南至奧恩省，西与芒什省接壤。
与埃松接壤的市镇（或旧市镇、城区）包括：孔布赖、克鲁瓦西耶、多奈、蒂里阿库尔勒奥姆、塞尼莱苏尔斯。

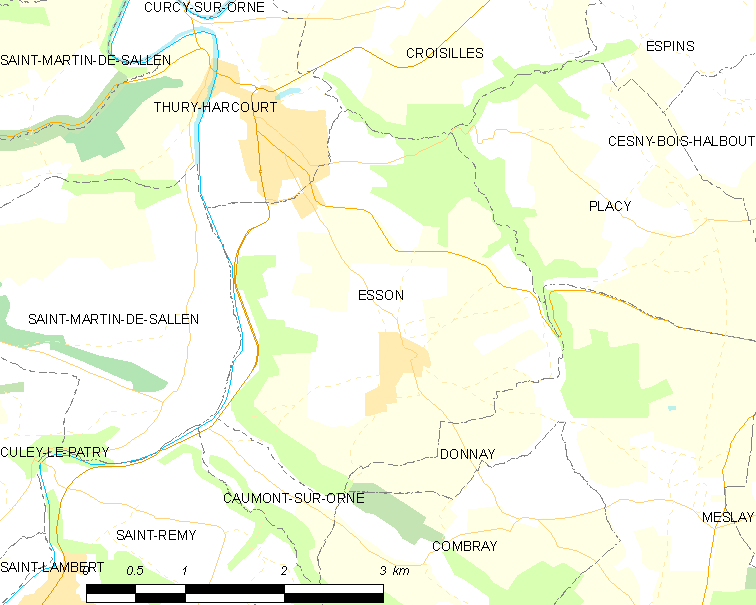
的OSM定位图

埃松的时区为UTC+01:00、UTC+02:00（夏令时）。

## 行政
埃松的邮政编码为14220，INSEE市镇编码为14251。

## 政治
埃松所属的省级选区为勒奥姆县。

## 人口

1962-2008年间人口变化图示

埃松于2022年1月1日时的人口数量为570人。